# 天道盟竹風會
天道盟竹風會，是臺灣三大犯罪組織之一的天道盟旗下的分會。

## 簡介
竹風會在大台北地區的大安區一帶為主要活動範圍《資料來源：中國時報 社會新聞版》。